# Бранко Пешић
Бранко Пешић (Земун, 1. октобар 1922 — Београд, 4. фебруар 1986) био је учесник Народноослободилачке борбе, друштвено-политички радник Социјалистичке Републике Србије и јунак социјалистичког рада. У периоду од 1965. до 1974. обављао је функцију председника Скупштине града Београда, а од 1982. до 1984. налазио се на месту председника Скупштине СР Србије.
Као ученик гимназије у Земуну, 1938. постао је члан Савеза комунистичке омладине Југославије (СКОЈ), због чега је наредне године био искључен из гимназије. Након окупације, учествовао је у организовању акција и саботажа против окупатора у Земуну, а у лето 1942. отишао је у партизане. Деловао је најпре у Срему, а потом је прешао у Босну, где је учествовао у бици на Сутјесци. Августа 1943. био је рањен, приликом ослобођења Бијељине, а након тога је прешао на политички рад у Срем, где је остао до ослобођења.
Након рата, посветио се политичком раду, најпре у омладинским, а потом и партијским организацијама Земуна и Београда. Био је секретар Месног комитета КПС у Земуну (1951—1954) и председник Скупштине општине Земун (1955—1957), потом секретар Градског комитета СК Београда и Градског одбора ССРН Београда, Републички секретар за робни промет у Извршном већу Скупштине СР Србије и председник Скупштине града Београда (1965—1974). Након тога, био је потпредседник Скупштине СФРЈ (1974—1978), потпредседник Председништва СР Србије (1978—1982. и 1984—1986) и председник Скупштине СР Србије (1982—1984).
Биран је за члана Централног комитета Савеза комуниста Србије и Савеза комуниста Југославије, као и републичког и савезног посланика. Био је активан у спортским организацијама, а посебно у Фудбалском савезу Југославије (ФСЈ). Завршио је Вишу партијску школу „Ђуро Ђаковић”. Остао је упамћен као један од најпопуларнијих градоначелника Београда, у чије време је град знатно проширен и модернизован изградњом нових стамбених насеља, културних и спортских центара, капиталних објеката попут Мостарске петље, моста „Газела“, Теразијског тунела, Палате Београђанке и др, као и покретањем многих значајних културних манифестација од БИТЕФ-а до ФЕСТ-а и оснивањем градске радио станице Студио Б. У његовом мандату усвојен је тада веома амбициозан план спуштања Београда на реке, изградње Београдског железничког чвора и Београдског метроа. Његовој популарности допринео је и специфичан, готово комшијски однос са грађанима.
Носилац је Партизанске споменице 1941. и других југословенских одликовања. Орденом јунака социјалистичког рада одликован је 24. јануара 1986. године.

## Биографија
Рођен је 1. октобра 1922. године у Земуну. Потицао је из старе и угледне земунске породице. Према породичном предању, његов предак Јован Ђорђевић, сироче из Ниша, бежећи од Турака након слома Првог српског устанка, око 1813. дошао је у Земун. Удомио га је брачни пар Пешић, који је био без деце, па је он узео њихово презиме. Бранкови родитељи, отац Димитрије (1900—1978) и мајка Анка (1897—1983), бавили су се земљорадњом, а у међуратном периоду су држали кафану. Имао је старијег брата Лазара (1921—1944), који је погинуо у борбама на Сремском фронту, децембра 1944. године.
Државну основну школу „Краљевић Андреј” завршио је 1933. у Горњој вароши. Потом се школовао у Земунској гимназији, где је приступио омладинском револуционарном покрету и у петом разреду 1938. постао члан тада илегалног Савеза комунистичке омладине Југославије (СКОЈ). Током школских дана доста је читао, а посебно су га занимала дела Максима Горког. Такође, активно се бавио спортом. Због илегалног политичког деловања, септембра 1939. био је искључен из Земунске гимназије, са забраном уписа свих средњих школа на територији Управе града Београда (Београд, Земун и Панчево). Повод за искључење из гимназије било је хапшење његових другова Мирка Тепавца и Бранка Абафија, код којих је нађен летак КПЈ и писмо њиховог политичког ментора, студента Пољопривредно-шумарског факултета Рајка Кајганића, у коме је поздрављао Тепавца, Абафија, Пешића, Залића и Шуваковића. Иако нису били ухапшени, нити под полицијском истрагом, Миленко Шуваковић, Душан Залић, Љуба Љубинковић и Бранко су заједно са Тепавцем и Абафијем искључени из гимназије. Даље школовање наставио је у гимназијама у Руми и Сремској Митровици, а планове о упису Правног факултета, са жељом да постане судија Окружног суда у Земуну, омео је априла 1941. почетак Другог светског рата.

### Народноослободилачки рат
Након окупације Југославије, вратио се у Земун, који је заједно са својом околином, најпре био под управом домаћих Немаца „фолксдојчера”, а потом је октобра 1941. укључен у састав квислиншке Независне Државе Хрватске (НДХ). Као члан Савеза комунистичке омладине Југославије, активно је учествовао у организовању Народноослободилачког покрета (НОП) и заједно са другим земунским илегалцима учествовао у припреми и организацији саботажа и диверзија против окупатора. Заједно са Илијом Рогулићем и Миленком Мишкелићем, по задатку Пал Шотија, радио је на изради трокраких и четворокраких „јежева” који су бацани по улицама Горње вароши и друму Земун—Батајница. Почетком 1942. био је члан Рејонског руководства СКОЈ-а за Горњи град задужен за рад актива на Гардошу, а заједно са њим у руководству су се налазили — Милан Степановић Матроз, Славко Крњешевац и Ђорђе Коларић, секретар. Сваки од њих држао је на вези 2—3 омладинске групе, јачине од 3 до 7 омладинаца са којима су одржавали састанке и организовали акције. Као једног од најактивнијих омладинаца у Горњој вароши, секретар партијске ћелије Милан Узелац Шуца га је 25. маја 1942. примио у чланство Комунистичке партије Југославије (КПЈ).
Због велике провале у партијску организацију, августа 1942. запретила му је опасност од хапшења због чега је најпре морао да пређе у илегалност, а потом и да напусти Земун. У потрази за њим, усташка полиција ухапсила је његовог старијег брата Лазара. Заједно са Ђорђем Коларићем, Костом Драгичевићем Црним и Елзом Кошар, преко Батајнице и Нових Карловаца дошао је на ослобођену територију, где је у околини Белегиша ступио у Четврту чету Подунавског одреда. Борце ове чете називали су „сунцокреташи”, а њихов командант био је Срета Ковачевић. Непосредно пре његовог одласка у партизане, немачко-усташке снаге су августа 1942. покренуле офанзиву на партизанске снаге у Срему, а након њеног завршетка, извршена је реорганизација партизанских снага и формиран Трећи сремски одред. Потом је у октобру Посавски одред претворен у Трећи (посавски) батаљон Трећег сремског одреда, а Бранко постављен за његовог политичког комесара. Трећи батаљон је дејствовао у југоисточном Срему (околина Земуна), а након доласка Шесте источнобосанске бригаде ступио је у њен састав и почетком новембра 1942. прешао у источну Босну.
Са Шестом источнобосанском бригадом, у којој се налазио на дужности политичког комесара Пратеће чете, а потом Прве чете Првог батаљона, чији је командант био Јусуф Џонлић, народни херој, у јесен 1942. учествовао је у борбама против четника на подручју Семберије и Мајевице и немачко-домобранских снага на друму Тузла—Зворник. Почетком 1943. са бригадом је прешао на Романију, где је учествовао у борбама против усташких и четничких снага у источној Босни. Крајем марта, бригада се повезала са Главном оперативном групом Врховног штаба и месец и по дана водила борбе у околини Фоче, штитећи Централну болницу. У току маја и јуна 1943. за време битке на Сутјесци, бригада је водила тешке борбе и учествовала у првом покушају пробоја непријатељског обруча јужно од Фоче, након чега је учествовала у драматичним борбама на Вучеву, у долини Сутјеске и Зеленгори. Почетком јула 1943, када се Шеста источнобосанска бригада вратила у источну Босну, Бранко је након краћег опоравка премештен у Прву војвођанску бригаду, која је у међувремену формирана од партизанских бораца из Срема и других делова Војводине.
Приликом борби за ослобођење Бијељине, у ноћи 12/13. августа 1943. био је тешко рањен у стомак. Пренет је у партизанску болницу, а после опоравка је отишао у Срем на лечење. Након потпуног опоравка, Бранко није враћен у јединицу, већ је упућен на политички рад. Као члан Среског комитета СКОЈ за Земун, деловао је у селима на ослобођеној територији земунског среза — Петровчићу, Карловчићу, Угриновцима, Дечу, Прогару, Купинову и др, где је радио на организовању омладине, стварању и јачању организација Савеза комунистичке омладине и Уједињеног савеза антифашистичке омладине (УСАОЈ) и др. У овом послу сарађивао је са Ђорђем Бошковићем Батом, Миланом Степановићем Матрозом, Сретом Ковачевићем и другим омладинским руководиоцима источног Срема. Одлазио је често на ослобођену територију старопазовачког среза, где су у селима Белегишу, Сурдуку и Сланкамену, боравили највиши руководиоци Народноослободилачке борбе у Војводини — Јован Веселинов, Никола Груловић, Петар Релић Чеда и др.
Када је 22. октобра 1944. ослобођен Земун, истог дана је формирана Команда места, за чијег команданта је именован Милан Жежељ, командант Тринаесте пролетерске бригаде, док је за политичког комесара, на предлог земунске партијске организације, постављен Бранко Пешић. Главни задатак Команде места био је успостављање нормалног живота и организовање помоћи фронту. Неколико дана касније, на конференцији грађана изабран је Народноослободилачки одбор за град Земун, који је преузео функцију Команде места, па је она расформирана. Потом је био на раду у Команди земунског војног подручја, а био је биран за члана и председника Среског одбора Уједињеног савеза антифашистичке омладине. Током 1945. био је политички комесар и партијски руководилац Команде новосадског војног подручја. Јануара 1946. демобилисан је из Југословенске армије (ЈА) у чину капетана, након чега се у потпуности посветио политичком раду у Земуну и Београду.

### Послератни период
Након демобилизације, 1946. Пешић се активирао у омладинској организацији, где је највише времена, током првих послератних година, посвећивао раду на обнови и изградњи разрушене земље. Након завршене матуре, чије је полагање 1941. прекинуо почетак рата, у периоду од 1946. до 1948. похађао је и завршио Вишу партијску школу „Ђуро Ђаковић”. До 1951. налазио се на дужностима – секретара Среског комитета СКОЈ-а и члана Среског комитета КПЈ за Земун, организационог секретара Градског комитета СКОЈ-а у Београду, члана Бироа Централног комитета Народне омладине Србије и партијског инструктора при Централном комитету Комунистичке партије Србије (КПС).
Године 1951. постао је секретар Окружног комитета Комунистичке партије Србије у Земуну, а како је у овом периоду КПЈ имала водећу улогу на свим нивоима власти у земљи, био је у политичком смислу први човек Земуна. Када је 1955. дошло до укидања Народних одбора и увођења новог комуналног система, изабран je за првог председника Скупштине општине Земун и ову функцију обављао до 1958. године. Потом је постао Републички секретар за робни промет у Извршном већу НР Србије, на чијем се челу налазио Милош Минић. Навикнут на рад у локалној средини, по сопственој жељи напустио је ову дужност, након чега се од 1961. налазио на функцијама — потпредседника Народног одбора Београда, председника Градског одбора Социјалистичког савеза радног народа Београда (1961—1964) и секретара Градског комитета Савеза комуниста Београда (1964—1965). За председника Скупштине града Београда (функција у рангу градоначелника Београда) изабран је 15. априла 1965. и на њој остао пуних девет година, чиме је постао градоначелник са најдужим стажом у историји Београда. Док се налазио на челу града иницирао је изградњу највиталнијих саобраћајница — аутопут кроз Београд (од Бежанијске косе до Аутокоманде), мост „Газела”, Мостарска петља и Теразијски тунел, нових градских насеља, као и низ спортских и других објеката. Био је такође иницијатор прикупљања средстава за опоравак градске привреде, када су покренута многа нова градска предузећа.
Од маја 1974. до маја 1978. био је потпредседник Скупштине СФРЈ, у њеном првом мандату по делегатском систему уведеном Уставом из 1974, док је председник Скупштине био Киро Глигоров. Маја 1978. изабран је за члана и потпредседника Председништва СР Србије, док је председник био Добривоје Видић. Од 1982. до 1984. био је председник Скупштине Социјалистичке Републике Србије и уједно по функцији члан Председништва СР Србије. Године 1984. поново је изабран за члана и потпредседника Председништва СР Србије, док је председник био Душан Чкребић. На овој функцији је остао до смрти 1986. године.
Биран је за посланика Републичке и Савезне скупштине у више мандата, а од 1948. до 1974. био је одборник Градске скупштине. За члана Централног комитета Савеза комуниста Србије, биран је од Четвртог конгреса СКС, а био је и члан Председништва ЦК СК Србије и члан Централног комитета Савеза комуниста Југославије. Као велики љубитељ спорта, а пре свега фудбала и бокса, био је активан у спортским удружењима. У два мандата, 1953—1955. и 1956—1957. био је председник Фудбалског савеза Југославије (ФСЈ), а 1954. и један од селектора Фудбалске репрезентације.
Женио се два пута. Из првог брака са Загорком Голубовић (1930—2019), професором антропологије и социологије, имао је ћерку Браниславу. У другом браку са Десанком Десом Пешић, рођеном Живуловић, (1927—2007), доктором историјских наука и дугогодишњим директором Института за историју радничког покрета СР Србије имао је сина Лазара и ћерку Софију.
Преминуо је 4. фебруара 1986. на Војномедицинској академији у Београду, а сахрањен је 6. фебруара у породичној гробници на Земунском гробљу.
Носилац је Партизанске споменице 1941. и других југословенских одликовања, међу којима су — Орден југословенске заставе са лентом, Орден Републике са златним венцем, Орден заслуга за народ са златном звездом, Орден рада са црвеном заставом, Орден заслуга за народ са сребрним зрацима, Орден братства и јединства са сребрним венцем, Орден за храброст и Орден за војне заслуге са златним мачевима. Орденом јунака социјалистичког рада одликован је 24. јануара 1986. године.

## Градоначелник Београда
Бранко Пешић се пуних девет година, од 15. априла 1965. до 29. априла 1974. налазио на функцији председника Скупштине града Београда, а претходно је четири године, од 1961. до 1965, као секретар Градског комитета Савеза комуниста и председник Градског одбора Социјалистичког савеза радног народа био у врху власти главног града тадашње Социјалистичке Федеративне Републике Југославије и Социјалистичке Републике Србије. Са укупно тринаест година учешћа у врху градске власти, од чега девет на њеном челу, постао је градоначелник са најдужим стажом у историји Београда. Поред тога остао је упамћен као један од најпопуларнијих градоначелника, с обзиром на то да је у време његовог мандата изграђен читав низ капиталних објеката попут — моста „Газела“ и Мостарске петље, Теразијског тунела, Палате Београђанка, хотела „Југославија”, већег броја спортских објеката, као и више од 80.000 станова у новоизграђеним насељима. На његову велику популарност, утицао је пре свега његов специфичан, готово комшијски однос са грађанима који су били слободни да му се обрате за решавање својих комуналних проблема. Многи грађани долазили су лично код њега кући да му се пожале на разне проблеме, а његов број телефона скоро сви су знали и били слободни да позову. Важио је за човека из народа, скромног и без привилегија и протокола. Као градски, а касније републички и савезни функционер, имао је право на службену кућу или стан, али он то никада није користио, већ је читав живот провео у породичној кући, коју је његов отац изградио 1909. у Улици Цара Душана у Земуну. Није користио службени аутомобил, ни возача, већ се улицама возио својим приватним аутомобилом (Пежо 504, а касније Опел аскона) и имао обичај да повезе суграђане који су чекали аутобус. Упркос разним обавезама, одлазио је на састанке Месне заједнице у Горњој вароши и налазио време за проблеме својих комшија. Као градоначелник, а и касније, увек се интересовао за дешавања у Земуну и помагао у борби за уређење инфраструктуре, за доградњу блока у КБЦ Земун и др.
Велику пажњу Пешић је посветио културном развоју Београда па је у току његовог мандата покренут читав низ културних манифестација, од којих су најзначајнији — Београдски интернационални театарски фестивал (БИТЕФ), покренут 1967. и Међународни филмски фестивал (ФЕСТ), покренут 1971. године. На почетку његовог мандата, 20. октобра 1965. основан је Музеј савремене уметности на Ушћу, а 1973. завршена је градња Народне библиотеке Србије на Врачару и Историјског архива Београда на Новом Београду. Године 1970. пружио је велику помоћ новинарима „Борбе” приликом оснивања радија Студио Б, који је постао главни градски радио. Као велики боем, дружио се са уметницима — сликарима, глумцима, књижевницима. Године 1972. приликом прославе његовог 50. рођендана, личности из јавног живота поклониле су му јединствену књигу са посветама, а међу потписницима били су — Десанка Максимовић, Мира Ступица, Душко Радовић, Љуба Тадић, Петар Лубарда, Бета Вукановић, Војислав Воки Костић, Брана Црнчевић, Милена Дравић, Драган Николић, Љубивоје Ршумовић, Миодраг Петровић Чкаља, Душан Петричић и др. Године 1979, као потпредседник Председништва СР Србије био је један од иницијатора подизања споменика Карађорђу на платоу испред зграде Народне библиотеке, поводом 175. годишњице Првог српског устанка.
О њему су кружиле многе „урбане легенде“, а према једној од њих на почетку градоначелничког мандата провозао је Јосипа Броза Тита улицама Београда и лично му показао шта све недостаје да би Београд постао метропола каква заслужује да буде главни град Југославије, након чега је добио његову подршку у реализацији капиталних пројеката. У кабинету Бранка Пешића, своју политичку каријеру започео је 1966. тада млади правник и партијски активиста Слободан Милошевић. Каснији председник Србије и СР Југославије, налазио се најпре 1966—1968. на дужности референта за информисање, а након повратка из војске, био је 1969—1970. руководилац Службе за организацију информационог система града Београда. Из Скупштине града, на предлог пријатеља Ивана Стамболића, Милошевић је прешао у фирму „Техногас”, где је 1973. постао генерални директор.
Као градоначелник Београда, током свог деветогодишњег мандата, био је домаћин многим гостима који су били у посети Југославији и председнику Титу, а неки од њих су – египатски председник Гамал Абдел Насер, ирански шах Реза Пахлави, норвешки краљ Олаф V, совјетски лидер Леонид Брежњев, етиопијски цар Хајле Селасије, бугарски лидер Тодор Живков, румунски лидер Николаје Чаушеску, танзанијски председник Џулијус Њерере, замбијски председник Кенет Каунда, британска краљица Елизабета II, и др.

### Изградња саобраћајне инфраструктуре
Решавање саобраћајних гужви у Београду био је један од првих великих проблема, са чијом реализацијом је кренуо Бранко Пешић. План изградње ауто-пута кроз Београд био је предвиђен још Генералним урбанистичким планом из 1950, а прва пројектантска разрада израђена је 1960. и њом је покренуто питање изградње моста преко Саве. Када је 1966. отпочела изградња моста „Газела”, по пројекту Милана Ђурића, Бранко је настојао да обезбеди средства за изградњу модерног ауто-пута који би се надовезао на овај мост. Јуна 1967. Скупштина града усвојила је урбанистички пројекат ауто-пута кроз Београд, у дужини од 9,5 километара (од Бежанијске косе до Аутокоманде), који су израдили архитекта Бранислав Јовин и инжењер Јован Катанић. Схватајући значај овог пројекта, Бранко му је дао велику подршку, настојећи да обезбеди средства за његову реализацију. Како је ауто-пут кроз Београд требало да буде део ауто-пута „Братство и јединство”, који је повезивао Љубљану, Загреб, Београд, Ниш и Скопље, сматрао је да део трошкова изградње треба да сноси федерација, али се томе успротивио Едвард Кардељ, председник Скупштине СФРЈ. Главне замерке пројекту биле су ширина коловоза са три саобраћајне траке, као и две велике саобраћајне петље — Мостар и Аутокоманда. Отпор пројекту пружио је и генерал Иван Гошњак, савезни секретар за народну одбрану, јер jе део трасе ауто-пута пролазио преко земљишта које је било у поседу Југословенске народне армије (ЈНА). Својом упорношћу, Бранко је успео да пројекат добије подршку Јосипа Броза Тита, након чега је 1968. кренула његова реализација.
Упоредо са изградњом ауто-пута, 1968. кренула је изградња нове трасе и измештање старе трасе железничке пруге, која је пролазила кроз Земун и ометала даље ширење Новог Београда. Како би се убрзала изградња ова два велика пројекта, организована је омладинска радна акција „Нови Београд 68” на којој је учествовало више од 5.000 омладинаца из читаве Југославије. У току радне акције, 2. јуна 1968. у сали Радничког универзитета, на Новом Београду дошло је до сукоба између бригадира и студената, што је био повод за избијање студентских демонстрација. Сутрадан 3. јуна, када је колона студената-демонстраната, кренула из Студенског града према центру Београда, била је заустављена од стране милиције код железничког подвожњака у близини Палате федерације. Међу студенте тада је дошла група државно-партијских функционера, са циљем да их одврати од одласка у град и позове на преговоре. Поред Бранка, у овој групи налазили су се — Вељко Влаховић, Мирослав Печујлић, Милош Минић, Драги Стаменковић, Стеван Дороњски и др. Након неуспелих преговора, дошло је до интервенције припадника милиције и студенти су претучени и растерани. Након тога, заједно са Влаховићем, Минићем и Јојкићем, Бранко је отишао у Студентски град на поновне преговоре са студентима, али се због огорчености претучених студената, заједно са Николом Бугарчићем, нашао се на мети критике побуњених студената.
Учешће омладине на изградњи ауто-пута и железничке пруге настављено је у наредне две године на ОРА „Нови Београд 69” и ОРА „Нови Београд 70” што је знатно убрзало радове па је нова железничка пруга, која се тунелом преко Бежанијске косе спуштала на Нови Београд и ишла паралелно са ауто-путем свечано отворена 26. маја 1970. године. Пола године касније, 4. децембра 1970. свечано су пуштени у саобраћај ауто-пут кроз Београд и мост „Газела”, које су отворили Јосип Броз Тито и Бранко Пешић. Истог дана, отворен је Теразијски тунел, заједно са подземним пешачким пролазима на углу Улице Моше Пијаде (данас Дечанска) и Нушићеве. Тунел и подземни пролази, знатно су допринели смањењу саобраћајних гужви у центру града, које је током 1960-их проузроковао све већи броја аутомобила. У циљу смањења гужви, изградња подземних пешачких пролаза отпочела је 1967. када је на Теразијама изграђен први подземни пролаз (између Игуманове палате и хотела „Москва”), а 1968. и други пролази (код хотела „Балкан” и Палате Албанија). Са стакленим улазима и покретним степеницама, као и продавницама, подземни пролази су тада били понос Београда и симбол његовог претварања у модерни велеград.

### Изградња стамбених и пословних објеката
Деветогодишњи градоначелнички мандат Бранка Пешића обележен је великом стамбеном изградњом, током које је изграђено више од 81.000 станова, а Београд је у том периоду са 680.000 нарастао на 920.000 становника. Већина ових станова била је у новоизграђеним стамбеним насељима – Браће Јерковић, Коњарник, Шумице, Нова Галеника, Беле Воде и др, као и на Новом Београду, у време треће фазе његове изградње. Бранковим залагањем, у периоду 1968—1970. дошло је до уклањања старе пруге и изградње ауто-пута, након чега је дошло до наглог развоја и изградње Новог Београда, када су изграђени блокови — 28, 29, 30, 33, 37, 38, 45, 70 и др. Велику пажњу Пешић је посветио изградњи „Насеља сунца”, како је тада називан блок 45, изграђен на пешчари у близини Саве.
Масовну стамбену изградњу пратила је изградња пратећих објеката — месних заједница, вртића, основних школи и др. Велики број данас препознатљивих објеката изграђен је у његовом мандату. Године 1969, након дугогодишње паузе, завршена је изградња хотела „Југославија”, који је био најмодернији хотел у СФРЈ и један од најмодернијих у том делу Европе. Године 1970. започела је на Новом Београду изградња монументалне стамбено-пословне куле познате као Западна капија Београда, а три године касније на Коњарнику изградња три монументална солитера названа Источна капија Београда. Имена ових небодера, који својом величином и упадљивошћу представљају симболичку капију, одредио је њихов положај у односу на ауто-пут и правац из кога дају добродошлицу путницима из правца запада (Загреб—Љубљана), односно истока (Ниш—Софија). Најзначајнији београдски симбол изграђен у време Пешићевог мандата је Палата „Београђанка”, грађена од 1969. до 1974. године. Њен аутор био је архитекта Бранко Пешић (1921—2006). Упркос критикама, које је као први облакодер у ужем центру града, стациониран између Славије и Теразија, добила у току градње, Београђанка је убрзо постала препознатљив градски симбол, а на њеном последњем спрату се до почетка 1990-их налазио ресторан са видиковцем.
Значајно место у Пешићевом мандату представља развој индустрије, коју је сматрао окосницом развоја Београда. У сарадњи са градом, многа београдска предузећа реализовала су изградњу нових објеката, као и пресељење појединих фабрика из стамбених зона на периферију (Икарус, Соко Штарк, Галеника и др). Помагао је друга предузећа, а посебно трговачка, учествујући у пројектима отварања нових објеката робних кућа „Београд” и самоуслужних радњи Центропрома.

### Спорт и изградња спортских центара
Још у младости, као члан спортског удружења „Соко” у Земуну, Бранко Пешић постао је велики љубитељ спорта, а пре свега фудбала и бокса. Упоредо са политичким, обављао је и функције у спортским удружењима. У два мандата, 1953—1955. и 1956—1958. био је председник Фудбалског савеза Југославије (ФСЈ), а током 1954. један од селектора Фудбалске репрезентације Југославије. Навијао је за Фудбалски клуб „Црвена звезда”, а волео је да гледа и полетарце Фудбалског клуба „Земун”. Био је активан и у боксу, који је у младости учио у боксерској школи Симе Барића, која је једно време радила у сали његовог оца. Његово име данас носи меморијално боксерско такмичење Бранко Пешић — Београдски победник.
Као председник Скупштине града Београда, залагао се да свака од 17 београдских општина добије спортску дворану, па је тако у време његовог мандата 1965—1974. изграђен читав низ спортских објеката, а Београд је добио 13 олимпијских базена. Године 1968. изграђен је затворени базен у СРЦ Ташмајдан и завршена градња Хале спортова на Новом Београду, а 1970. Спортски центар „Олимп” на Звездари. У току 1973. била је завршена изградња спортских центара — „Бањица” и „25. мај” и спортске дворане Пионир. Завршне године његовог мандата, отворени су Дом пионира и омладине „Вождовац” у насељу Шумице и Дом спортова омладине и пионира „Пинки” у Земуну. Такође, у његовом мандату су 1967. завршени радови на уређивању Аде Циганлије и њеном преграђивању, изградњом насипа са горње и доње стране рукавца, чиме је формирано Савско језеро.

### Београд 2000.
Као председник Скупштине града Београда Пешић остварио је значајну сарадњу са Урбанистичким заводом Београда, а пре свега са групом врсних архитеката и урбаниста, међу којима су били Милутин Главички, Бранислав Јовин, Стојан Максимовић, Јован Лала Мишковић и др. Они су били његов ослонац приликом доношења стручних одлука шта, где и како градити. Упркос великој политичкој моћи, никада самостално није доносио одлуке од капиталног значаја, већ се увек ослањао на предлоге стручњака. Охрабрен почетком изградње моста „Газела” и ауто-пута кроз Београд, Пешић је 1967. иницирао израду Генералног урбанистичког плана „Београд 2000”, који је усвојен марта 1972. и који се сматра представником златног доба урбанизма у Југославији. Овим веома амбициозним планом предвиђено је измештање тадашњег железничког саобраћаја из савског амфитеатра и изградња новог Београдског железничког чвора, који је предвиђао изградњу нове железничке станице „Прокоп” и новог железничког моста. Након уклањања пруге планирано је спуштање Београда на реке кроз пројекат „Београд на Сави”, који представља претечу пројекта „Београд на води”. Према тада донетим плановима, предвиђано је да се изградња новог Београдског железничког чвора заврши за десет година, након чега би се почело са градњом Београдског метроа.
Септембра 1972. основан је Сектор за метро и подземне радове којим је руководио архитекта Бранислав Јовин. У складу са Генералним урбанистичким планом (ГУП), који је превиђао формирање мреже градских центара у Београду — централне зоне (главног центра), секундарних градских центара, рејонских центара и центара месних заједница, за окоснице метро система биле су предвиђене на правцима — Батајница—Винча и Петлово брдо—Карабурма, укупне дужине 50 километара. Поред решења питања саобраћаја и изградње метроа, ГУП „Београд 2000” предвиђао је решење инфраструктуре од које је зависио развој Београда — електросистем трафо-станица и далековода, систем модернизације водовода и изградње канализационе мреже и др.

## Наслеђе
Име Бранка Пешића од 2004. носи бивша Далматинска улица у Земуну, која се налази у близини његове породичне куће. Поред ове, улице са његовим именом постоје у Петровчићу, код Сурчина и Лазаревцу. Његово име од 2000. носи и Основна школа за образовање одраслих у Земуну, на чијој је згради 2016. откривена спомен-плоча посвећена Бранку Пешићу. Пре тога, од 1986. до 1992. његово име носио је Аутосаобраћајни школски центар „Бранко Пешић“, односно данашња Саобраћајно-техничка школа „Земун”, у чијем се холу налази бронзани рељеф са његовим ликом. Такође, његово име је до 1996. носила једна земунска месна заједница. Постоји Легат Бранка Пешића у Адлигату.
Споменик Бранку Пешићу вајара Марка Кратохвила биће подигнут у Земуну.
О његовом животу снимљен је документарни филм „Градоначелник“. Поводом сто година од његовог рођења у Земуну је организована изложба „Сећање Земунаца на Бранка Пешића” 2022. године.

## Галерија
- Београд 1978.
- Нови Београд 1978.
- Мостарска петља
- Савско језеро
- Обилазак изградње Београђанке
- Београђанка
- На једном од многобројних састанака
- Награде и признања Бранка Пешића
- Легат Бранка Пешића
- Поклон Бранку Пешићу са посветама значајних личности са краја двадесетог века: Десанка Максимовић, Душко Радовић, Петар Лубарда
- Поклон Бранку Пешићу са потписима астронаута Апола 11, од којих су Нил Армстронг и Баз Олдрин постали први људи који су шетали Месецом
- Орден рада са црвеном заставом